# Розуміюча соціологія
«Розумі́юча» соціоло́гія (нім. Verstehende Soziologie) — один з найважливіших напрямків сучасної соціології. У її рамках сформувалися такі напрямки як феноменологічна соціологія, символічний інтеракціонізм, етнометодологія тощо. Провідну роль у виникненні цього напряму належить концепції Verstehen (розуміння), сформульованої в роботах М. Вебера, Г. Зіммеля, а також у філософії життя В. Дільтея. В основу концепції «розуміючої» соціології лягли ідеї Е. Дюркгайма про соціальну реальність як реальність особливого роду, яку можна пізнати за допомогою відповідного методу, яким є розуміння.
Розуміюча соціологія є вченням про суспільство, яке основну увагу приділяє значенням, які люди пов'язують зі своїм соціальним світом. Розуміюча соціологія прагне показати, що реальність створюється самими людьми в їхньому повсякденному житті. Основні відмінності розуміючої соціології від наукової (або позитивістської) соціології:
1. розуміюча соціологія вивчає значення, які надаються поведінці, на відміну від позитивістської соціології, яка зосереджується на дії;
2. розуміюча соціологія розглядає реальність як сконструйовану людьми, на відміну від позитивістської соціології, яка бачить реальність об'єктивною, незалежною від людей;
3. розуміюча соціологія опирається на якісні дані, на відміну від позитивістської соціології, яка прагне до використання кількісних даних.

## Концепція Verstehen

### Значення терміна Verstehen
Verstehen (німецькою вимовляється: [fɛɐʃte ː ən]) — німецьке слово, яке має таке ж значення, що й українське слово «розуміння». Однак, в контексті німецької філософії та соціальних наук в цілому, воно також використовується з кінця 19 століття у всіх мовах, як і у німецькій, з особливим значенням «розуміючого» вивчення соціальних явищ. Цей термін тісно пов'язаний із вченням німецького соціолога Макса Вебера, який створив антипозитивістську концепцію — альтернативу соціологічному позитивізму і економічному детермінізму — яка ґрунтується на аналізі соціальної дії. В антропології, Verstehen стало означати систематичний процес тлумачення, в якому сторонній спостерігач за культурою намагається долучитися до неї та зрозуміти інших.
Verstehen в даний час розглядається як основна концепція та метод альтернативної позитивістській соціальної науки (хоча Вебер припускав, що обидва підходи можуть бути поєднаними). Verstehen відноситься до розуміння сенсу дії з точки зору актора (діяча). Прийняття цієї дослідницької позиції передбачає сприйняття актора як суб'єкта, а не об'єкта спостереження. Це також означає, що на відміну від об'єктів природи, люди-актори є не просто продуктом притягання і відштовхування зовнішніх сил. Індивіди вбачаються як такі, що створюють світ, організовують власне його розуміння й надають йому сенсу. Проте, для дослідження акторів, не беручи до уваги значення, які вони надають своїм діям або навколишньому середовищу, потрібно розглядати їх як об'єкти.

### Дільтей і герменевтика
Поняття Verstehen було введене до філософії і соціальних наук німецьким філософом Вільгельмом Дільтеєм для опису від першої особи участі, яку агенти беруть у їхньому індивідуальному досвіді, а також культурі, історії та суспільстві. В цьому сенсі, воно розроблене в контексті теорії й практики перекладу (герменевтика) та контрастує із зовнішньою об'єктивацією пояснення (Erklären) третьої особи, в якому діяльність людини, суб'єктивність та їх продукти аналізуються як наслідки безособової сили природи в природничих науках та соціальної структури в соціології.
У XX столітті такі філософи, як Мартін Гайдеґґер і Ганс-Георг Гадамер піддали критиці романтичний і суб'єктивний характер, який мало, на їхню думку, поняття Verstehen у Дільтея, хоча й Дільтей і ранній Гайдеґґер були зацікавлені в «фактичності» і невідірваності від життя розуміння й прагнули до універсалізації його як способу людського існування завдяки мові на основі онтології. Поняття Verstehen також відіграло важливу роль у вченнях Едмунда Гуссерля та Альфреда Шюца про «життєсвіт». Юрґен Габермас і Карл Отто Апель в подальшому трансформували поняття Verstehen, переформулювавши його на основі трансцендентально-прагматичної філософії мови й теорії комунікативної дії.

### Вебер та соціальні науки
Макс Вебер та Георг Зіммель ввели інтерпретаційне розуміння (Verstehen) до соціології, де воно набуло значення систематичного інтерпретаційного процесу, в якому сторонній спостерігач культури (антрополог, соціолог) розглядає корінні народи та субкультурні групи на основі їхніх власних термінів і поглядів, а не ґрунтуючись на термінах своєї власної культури. Verstehen означає різновид емпатії або учасливе розуміння соціальних явищ. В антропологічному плані його ще іноді називають культурним релятивізмом, особливо ті, хто має схильність піддавати сумніву загальнолюдські ідеали. У соціології це є аспектом порівняльно-історичного підходу, де контекст французького суспільства дванадцятого століття потенційно може бути краще зрозумілим соціологу, ніж людям, які живуть в селі, в Бургундії. Це відноситься до того, як люди в житті надають сенсу соціальному світу навколо них, і як соціолог звертається і оцінює цю перспективу «першої особи».
Ця концепція пізніше була, з одного боку розширена, з іншого — піддана критиці більш пізніми соціологами. Прихильники вважають цю концепцію єдиним засобом, завдяки якому дослідники-представники однієї культури можуть вивчити й пояснити поведінку в іншій культурі. У той час, як здійснення Verstehen було більш популярним серед європейських соціальних вчених (Габермас), це поняття було вперше введене в практику соціології в США Т. Парсонсом, американським послідовником Макса Вебера. Парсонс використовував його в своїй концепції структурного функціоналізму, включивши це поняття до своєї роботи «Структура соціальної дії» (1937).
Вебер включив цінності до розуміння і значення ключових елементів — не тільки у вигляді інтуїції або симпатії до особистості, а як продукт «систематичного і ретельного дослідження». Мета полягає у визначенні людських вчинків і їх інтерпретації як спостережуваних подій. Це забезпечує пояснення не лише індивідуальних дій, а й групових взаємодій. Значення, що надається, повинне включати в себе обмеження і аналіз мотивації до дії. Вебер вважав, що це дає соціологу перевагу перед натуралістом, бо він, таким чином, може зробити те, що є недосяжним в галузі природничих наук, а саме, суб'єктивно зрозуміти дії індивідів.

### Критика
Критики соціальної наукової концепції Verstehen, такі як Михайло Бахтін та Дін Маккенел, стверджували, що неможливо людині, яка народилася в одній культурі, коли-небудь повністю зрозуміти іншу культуру, й спроба інтерпретувати значення однієї культури через символи та терміни іншої (ймовірно вищої) культури є зарозумілою та марною. Така критика не завжди враховувала те, що Verstehen не передбачає «повного» розуміння. Так само, як у фізичній науці всі знання є асимптотичними до повного пояснення, висока міра міжкультурного взаєморозуміння є дуже цінною. Протилежністю до Verstehen, здавалося, мало б бути незнання всього того, що відразу ж спостерігається. Це означає, що ми не змогли б зрозуміти будь-який час і місце окрім наших власних. Певний рівень інтерпретації розуміння необхідний для нашого власного культурного оточення, проте, це можна легко аргументувати тим, що навіть повноправний учасник культури може не повною мірою зрозуміти її в усіх відношеннях.
Критики також вважають, що робота соціолога полягає в тому, щоб не тільки спостерігати за тим, що роблять люди, а й за їхнім світом змістів і прийти до розуміння того, чому вони діють саме так. Суб'єктивні думки і почуття розглядаються як зсув в області науки, вони є важливим аспектом у контролі під час проведення соціологічних досліджень.

## Основні напрямки в межах «розуміючої» соціології

### Феноменологічна соціологія
Основоположником феноменологічної соціології був А. Шюц, який висунув ідею соціології, орієнтованої на суб'єктивістський досвід. На його думку, предметом соціології є життєсвіт повсякденної реальності — феномен свідомості багатьох суб'єктів, який формується в комунікаціях «Я» та «Інших». За Шюцом, перетинання потоків свідомості «Я» та «Інших» дозволяє суб'єкту пізнання спостерігати «Інших» як феноменів певного світу та конструювати зміст їх свідомості, вкладаючи в нього особисту інтерпритацію феноменів свого досвіду. Соціолог вважав, що адекватно інтерпретувати значення слів суб'єктів взаємодії неможливо, оскільки вони можуть мати різні рівні усвідомлення значення слів (побутовий — на рівні категорій культури, до якої індивід належить; науковий — система наукових знань) та різну мету дії (спрямовану на комунікацію і навпаки). Шлях істинного розуміння полягає у відтворенні власних переживань при виконанні певного виду дії та врахуванні наявності суб'єктивних відчуттів у інших індивідів у цьому ж аспекті. Отже, істинне розуміння один одного в процесі взаємодії — це розуміння суб'єктивних значень іншого при врахуванні попереднього власного досвіду.

### Символічний інтеракціонізм
Інтеракціоністський напрямок в соціології основні свої зусилля спрямував на трактування людини як результату повсякденної міжособистісної рольової взаємодії, а суспільства як суми міжособистісних взаємодій «Я» і «Ти», «Я» й «Інші». При цьому, прибічники цього напрямку виходили з того, що самосвідомість і ціннісні орієнтації індивіда є результатом відображення реакції на нього людей, що його оточують. Таким чином, особистість сприймає себе крізь призму приватних точок зору інших індивідів із тієї ж соціальної групи як цілого. Це обумовлює формування особистості соціально-психологічними чинниками.
Створення основ символічного інтеракціонізму пов'язано з діяльністю представників Чиказької школи. Так, зокрема, В. Джеймс розробив концепцію "особистісного «Я», Ч. Г. Кулі — теорію "дзеркального «Я». Та, в першу чергу, становлення цього напрямку пов'язують з іменем Дж. Г. Міда. У праці «Свідомість, самість і суспільство» (1931 р.) Мід стверджує, що формування людського «Я», як цілісного психічного явища, є соціальним процесом, який відбувається всередині індивіда. Концептуальний підхід ученого базується на трьох тезах:
1. Люди реагують на навколишнє середовище залежно від значень-символів, якими вони наділяють своє оточення.
2. Ці значення є результатом соціальної повсякденної міжособистісної взаємодії — інтеракції.
3. Соціокультурні значення підлягають змінам внаслідок індивідуального сприйняття в рамках такої взаємодії.

Основною ідеєю концепції Міда є ідея про те, що людина засвоює культуру через систему символів, спільних для всіх членів суспільства. При цьому сукупність значень утворює символічний зміст свідомості й досвіду індивідів. Як символи виступають жести і мова, з якими в будь-якій культурі пов'язане яке-небудь значення, що проявляється в практичних діях індивідів. Реакції, які викликають ці символи, розглядаються Мідом як відповідь одного індивіда на жести й мову іншого в певному акті інтеракції. Завдяки використанню значимих символів, які викликають одну і ту ж реакцію, члени інтеракції мають можливість прогнозувати поведінку протилежної сторони та її реакцію на власну поведінку.
Крім того, вчений стверджує, що в процесі інтеракції індивіди передають один одному ряд стимулів, відмінних від своїх власних. На їх базі у свідомості людини виникає узагальнена оцінка свого «Я» іншими людьми, що дозволяє «прийняти роль іншого». Стадія прийняття ролі других є стадією перетворення фізіологічного організму в рефлексивне соціальне «Я». Тому неможливим є існування «Я» поза контекстом соціальної взаємодії як символічно опосередкованої комунікації.
В цілому, згідно з концепцією «символічного інтеракціонізму» Дж. Г. Міда, поведінка людини обумовлюється структурою особистості, сприйняттям установок «узагальненого другого» і соціальною роллю.

### Етнометодологія
Засновник цього напряму — Г. Ґарфінкель. Предмет вивчення — прийняті на віру правила, що регулюють зіткнення між людьми. Від об'єктивного наукового дослідження соціальної реальності етнометодологія відмовляється задля порозуміння, вживання в неї. У теоретико-методологічному плані, для етнометодології властиве заперечення об'єктивного існування соціальних структур. Соціальна реальність виникає в процесі мовленнєвої комунікації, в ході раціонального пояснення практичних дій. Пояснення може бути частиною обставини. В етнометодології взаємодія ототожнюється з уявленнями взаємодіючих суб'єктів. Наукове розуміння світу замінюється змістовністю, раціональністю.

### Персоналії
- Альфред Шюц
- Вільгельм Дільтей
- Гарольд Ґарфінкель
- Георг Зіммель
- Джордж Герберт Мід
- Макс Вебер
- Талкотт Парсонс
- Чарльз Кулі

### Школи та напрямки
- Герменевтика
- Гуманістична соціологія
- Етнометодологія
- Життєсвіт
- Позитивізм
- Символічний інтеракціонізм
- Соціальна дія
- Феноменологічна соціологія
- Філософія життя